# Mitchel Musso
Mitchel Musso, född 9 juli 1991 i Garland, Texas, är en amerikansk skådespelare. Hans genombrott kom 2002 när New Line Cinema behövde två barn som skulle spela Robert Duvalls och Michael Caines brorsöner i filmen Afrikas hemligheter. Han gjorde också rösten till DJ i den datoranimerade filmen Monster House. Han medverkade som "Brady" i Disney XD-serien Par i kungar. Senare spelades rollen som den nya kungen av Adam Hicks.

## Filmografi
- 2002 - The Keyman
- 2002 - Am I Cursed? (som Ritchie)
- 2003 - Afrikas hemligheter
- 2004 - Oliver Beene (1 avsnitt)
- 2005 - Hidden Howie: The Private Life of a Public Nuisance (som Alex Mandel)
- 2005 - Stacked (1 avsnitt, som Owen Dewitt)
- 2005 - Life is Ruff (som Raymond Figg)
- 2005 - Walker, Texas Ranger: Trial by Fire (som Josh Whitley)
- 2006 - Disney Channel Games (som sig själv)
- 2006 - Avatar: The Last Airbender (1 avsnitt, röst åt Aang)
- 2006 - Monster House - (röst åt DJ)
- 2006-2011 - Hannah Montana (85 avsnitt, som Oliver Oken/Mike Stanley)
- 2007 - Disney Channel Games (som sig själv)
- 2007 - Shorty McShorts' Shorts (1 avsnitt, som Kevin)
- 2007-2009 - Dancing with the Stars (3 avsnitt, som sig själv)
- 2007 - King of the Hill (3 avsnitt, som Curt)
- 2007-2009 - Phineas & Ferb (21 avsnitt, röst åt Jeremy)
- 2008 - Disney Channel Games (5 avsnitt, som sig själv)
- 2009 - Hannah Montana: The Movie - (som Oliver Oken/Mike Standley)
- 2009 - Hatching Pete (som Cleatis Poole)
- 2010 - Live like Musso (som sig själv)
- 2010 - Par i Kungar  (som Kung Brady)
- 2010 - Disney's Friends For Change Games (som sig själv)
- 2011 - PRANKSTARS (som programledare)

## Diskografi
Album
2009 - "Mitchel Musso"
2011 - "Brainstorm"
Singlar
2008 - If I Didn't Have You (med Emily Osment)
2009 - The In Crowd
2009 - Hey
2009 - Shout it